# ケイ素鋼
ケイ素鋼（ケイそこう、silicon steel）は、鉄に少量のケイ素を加えた合金である。炭素を含まないため狭義の鋼の範疇には含まれないとしてケイ素鉄（ケイそてつ）と呼ばれる場合もある。透磁率が比較的高く、安価であることから変圧器やモーターの鉄心用磁性材料として最も多く用いられる。

## 分類

### 無方向性ケイ素鋼
ケイ素を約3%含む。方向によって透磁率が変化しないので、モーターの電機子などの複雑な形状のものに用いられる。

### 方向性ケイ素鋼
ケイ素を約3%含み、圧延と熱処理の条件を調整することで結晶方位を揃えたもの。圧延と平行な方向の透磁率は無方向性ケイ素鋼の約3倍に高まるが、それ以外の方向では逆に透磁率が低くなる。変圧器の鉄心など、比較的単純な形状のものに用いられる。磁歪が比較的大きいので磁励音の原因となる。

### 6.5%ケイ素鋼
ケイ素の量を磁歪定数がほぼ0になる組成である6.5%まで増やしたもの。硬く脆いため圧延加工には高い技術を必要とする。

## 文献
中山龍夫『珪素鋼の想い出』（非売品）1989年、川崎製鉄（株）元常務